# گنادی کوروتکویچ
گنادی کوروتکویچ ((به بلاروسی: Генадзь Караткевіч)، Hienadź Karatkievič، روسی: Геннадий Короткевич؛ متولد ۲۵ سپتامبر ۱۹۹۴)، یک برنامه‌نویس مسابقه‌ای بلاروسی که از ۱۱ سالگی برنده مسابقات بین‌المللی و کشوری بزرگی شده‌است. دستاوردهای وی شامل شش مدال طلای پیاپی در المپیاد جهانی کامپیوتر و همچنین قهرمانی جهان در فینال جهانی مسابقه بین‌المللی برنامه‌نویسی دانش‌جویی ۲۰۱۳ و ۲۰۱۵ است. در دسامبر سال ۲۰۱۸، گنادی بالاترین امتیاز را در سایت‌های معتبر کدشف، کدفورسز، تاپکدر، اتکدر و هکررنک داشته‌است. او به‌طور گسترده‌ای به عنوان بزرگترین برنامه‌نویس مسابقه‌ای تاریخ شناخته می‌شود.

## زندگی‌نامه
کوروتکویچ در گومل (هومیل) در جنوب شرقی بلاروس به‌دنیا آمد. والدین وی، ولادیمیر و لیودمیلا کوروتکویچ، در دپارتمان ریاضیات دانشگاه دولتی فرانسیسک اسکارنا هومیل به عنوان برنامه‌نویس مشغول بوده‌اند. در ۶ سالگی به کارهای والدینش علاقه‌مند شد. هنگامی که ۸ ساله بود، پدرش یک بازی کودکانه را طراحی کرد که می‌توانست از آن برای یادگیری برنامه‌نویسی استفاده کند.
مادرش با همکارش در دپارتمان، میخائیل دالینسکی مشورت کرد و او کتاب کوچکی برای مطالعه به گنادی داد. دالینسکی، یکی از استادان برتر علوم کامپیوتر در بلاروس، گفته‌است: «یک ماه گذشت و پس از آن یک ماه دیگر… اما هیچ خبری از گنا نیست. بالاخره لیودمیلا آمد و یک دفترچه برنامه‌نویسی برای من آورد: وقتی تابستان و فوتبال به پایان رسید، پسرش پشت کامپیوتر نشسته بود. او به عنوان یک کلاس دومی، در یک رقابت کشوری مقام دوم را کسب کرده بود که باعث ورود او به دانشگاه فنی بدون نیاز به آزمون ورودی شد. او به طریقی مسئلهٔ جسم غوطه‌ور در آب را حل کرده بود درحالی‌که از اصل ارشمیدس خبری نداشت.»
کوروتکویچ برای اولین بار توجه‌ها را در ۱۱ سالگی به خود جلب کرد، زمانی که برای المپیاد جهانی کامپیوتر (IOI) در ۱۱ سالگی اعزام شد، که این خود شکستن یک رکورد بزرگ در سال ۲۰۰۶ بود.
او در نخستین تجربهٔ IOI خود در سال ۲۰۰۶ مدال نقره گرفت و از سال ۲۰۰۷ تا ۲۰۱۲ شش بار مدال طلای IOI را کسب کرد. تا به امروز وی موفق‌ترین شرکت‌کننده در تاریخ IOI است.
در IOI ۲۰۰۹ در پلوودیف، کوروتکویچ ۱۴ ساله در مورد موفقیت‌های خود گفت: «من راه‌کارهای مختلف را برای حل یک مسئله امتحان می‌کنم، چون می‌دانم حتماً یکی از آن‌ها درست است. من نابغه نیستم من در امتحان‌کردن راه‌کارهای مختلف خوب هستم.» وی گفت که او روزانه بیش از سه تا چهار ساعت را پشت کامپیوتر نمی‌گذراند و سرگرمی‌های موردعلاقه وی فوتبال و تنیس روی میز هستند.
در پاییز ۲۰۱۲، وی برای تحصیل در دانشگاه ایتمو به روسیه نقل‌مکان کرد. در تابستان سال ۲۰۱۳، او به ایتمو کمک کرد تا دانشگاه جیائو تونگ شانگهای و دانشگاه توکیو را در ۳۷امین دوره مسابقه بین‌المللی برنامه‌نویسی دانش‌جویی که در سن پترزبورگ برگزار شد، شکست بدهد. او همچنین در سال‌های ۲۰۱۴، ۲۰۱۵، ۲۰۱۶، ۲۰۱۷، ۲۰۱۸ و ۲۰۱۹ برنده گوگل کد جم شد.
کوروتکویچ در مصاحبه‌ای در سال ۲۰۱۴ گفت که از برنامه‌های شغلی خود پس از فارغ‌التحصیلی مطمئن نیست. وی گفت: «آنچه در آینده برای من اتفاق می‌افتد هنوز تصمیم‌گیری نشده‌است.» او گفت: «من هیچ برنامهٔ مشخص یا بلندمدتی ندارم. من فقط سال دوم دانشگاه را به پایان رسانده‌ام. برای من مهم است که ابتدا آموزش‌های لازم را ببینم و سپس در مورد کار تصمیم بگیرم. شاید وارد علوم نظری بشوم. اما باز هم می‌گویم، من واقعاً هنوز تصمیمی نگرفته‌ام.»
کوروتکویچ در مصاحبه‌ای در سال ۲۰۱۷ گفت: «من چندین‌بار پیشنهادهای شغلی از گوگل و یاندکس دریافت کرده‌ام، اما آنها را قبول نکردم. . . من در ایتمو فوق‌لیسانس علوم‌کامپیوتر می‌گیرم، سپس فکر کنم به سراغ آن کارها خواهم رفت.»